# ايان بيوكان
ايان بيوكان – (ولد 1920-توفي 1965) مدرب سابق لنادي إيفرتون لكرة القدم (1956-1958).
كانت هناك فترة قصيرة بعد رحيل المدير الأسبق للنادي (كليف بريتون) عندما كان النادي تحت إدارة لجنة.
لم يكن سبب تعيين بيوكان واضحاً لذا مُنح لقب "المدير الفني" فقط، بينما كان لا بد أنه هناك تحفظات بالفعل ولم يكسب ثقة مجلس الإدارة ابداً. لقد كان لاعبًا أسكتلنديًا دوليًا من الهواة وكان محبوبًا، لكنه كان بعيدًا عن الجدية والدقة كمدير لفريق كبير برئيس مجلس إدارة طموح جون موريس. خلال ادارته مر النادي بموسمين سيئين وأُقيل بعد ست خسارات متتالية 1958. عُين جوني كاري مديراً بديلاً عنه.
عاد إلى إسكتلندا ومات في حادث سيارة عام 1965 عن عمر يناهز 45 عامًا.